# Skwer im. Karola Cebuli
Skwer im. Karola Cebuli, česky lze přeložit jako náměstí Karola Cebuly nebo sad Karola Cebuly či park Karola Cebuly, je malé náměstí či městský park v centru města Strzelce Opolskie v Polsku. Nachází se také v okrese Strzelce v Opolském vojvodství v historickém regionu Horní Slezsko a geomorfologickém celku Chełm.

## Historie a popis místa
Skwer im. Karola Cebuli získal své jméno v roce 2021 a nachází se poblíž městské radnice. Místo je nazvané podle známého polského umělce, podnikatele a aktivisty, kterým byl Karol Zbigniew Cebula (1931-2019) a jemuž město tímto způsobem vzdalo dík, protože většina jeho profesního života byla spjata se Strzelcemi Opolskými. Cebula je také autorem a mecenášem památníku Památník obětem války a násilí (nazývaný také Slezská pieta), který je dominantním architektonickým prvkem uprostřed skweru. Slavnostní pojmenování místa dne 24. listopadu 2021 bylo doprovázeno odhalením červeného pamětního kamene s nápisem.

## Další informace
Místo je celoročně volně přístupné.

## Galerie

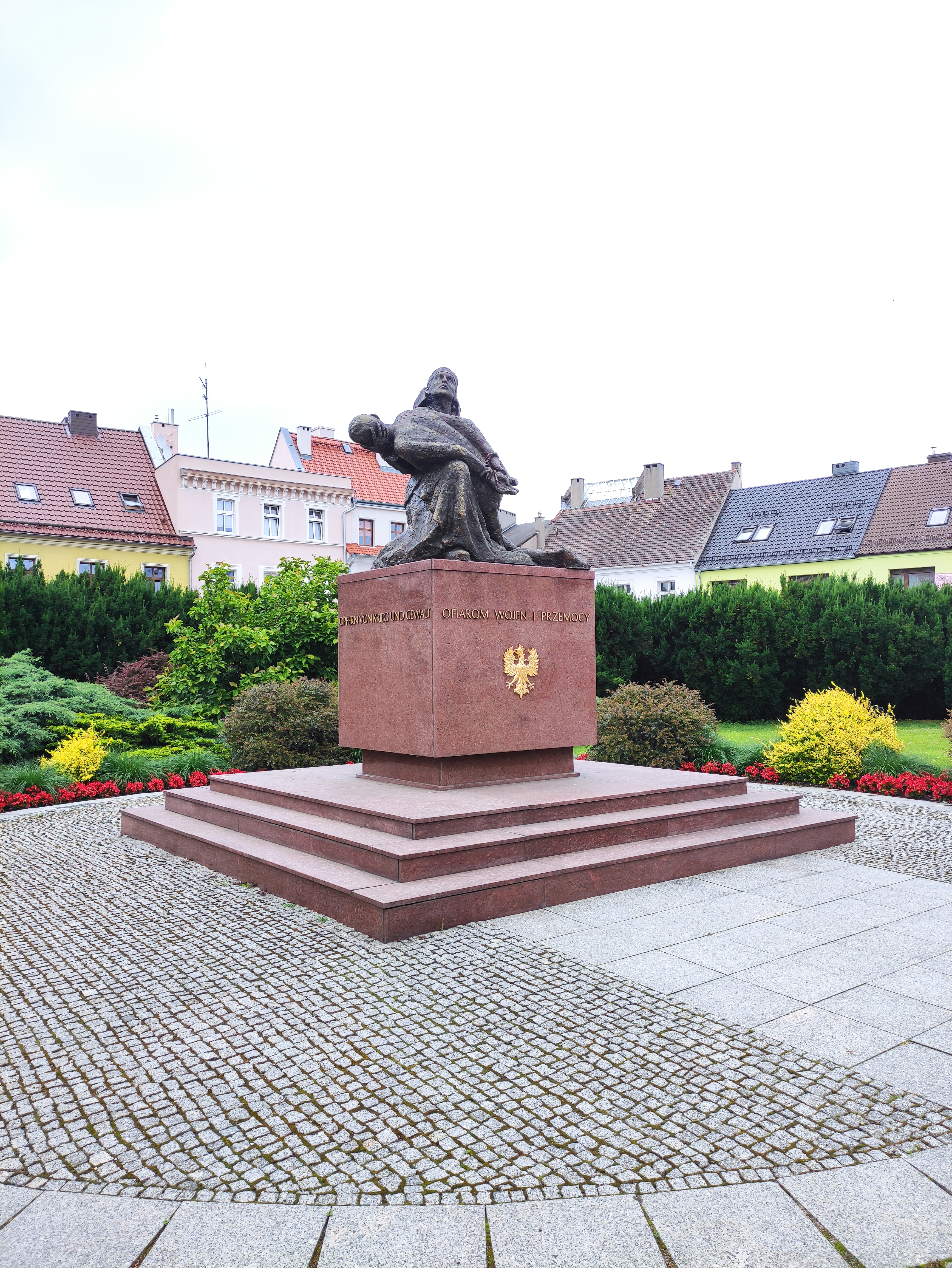
Památník obětem války a násilí